# Mohammad Firuzpur
Mohammad Firuzpur (pers. محمدصادق فیروزپور ;ur. 2000) – irański zapaśnik walczący w stylu wolnym. Srebrny medalista igrzysk solidarności islamskiej w 2021. Drugi w Pucharze Świata w 2022. Pierwszy na MŚ U-23 w 2022 i drugi w 2021. Trzeci na MŚ juniorów w 2019. Mistrz Azji juniorów w 2019 roku.